# Devon Wylie
Devon Wylie (Roseville, 2 settembre 1988 – 13 novembre 2023) è stato un giocatore di football americano statunitense che militò nel ruolo di wide receiver nella National Football League (NFL) e nella Canadian Football League (NFL). Fu scelto nel corso del quarto giro (107º assoluto) del Draft NFL 2012 dai Chiefs. Al college ha giocato a football a Fresno State.

## Biografia
Il 28 aprile 2012 Wylie fu scelto nel corso del quarto giro del Draft 2012 dai Kansas City Chiefs. Nella sua stagione da rookie disputò 6 partite, una delle quali come titolare, ricevendo 6 passaggi per 53 yard. Nei successivi tre anni militò in diversi club, scendendo in campo solo con i Tennessee Titans in due partite, senza fare registrare ricezioni. Nel 2016 e 2017 militò nei Toronto Argonauts della CFL, da cui fu svincolato il 1º agosto 2017.
Wylie è morto a soli 35 anni nel 2023.